# Itzhak Stern
Itzhak Stern (Cracovia, 25 de enero de 1901-Tel Aviv Israel, 1969) fue un judío polaco, contable industrial de Oskar Schindler. Trabajó como contable en la empresa de Schindler Deutsche Emailwarenfabrik, situada en el centro de Cracovia, siendo de gran ayuda en la gestión de la misma. Se le atribuye la redacción de la lista de nombres conocidos como la «Lista de Schindler», una lista de judíos que sobrevivieron al Holocausto gracias a la intervención de Oskar Schindler.
En su primera reunión, Stern informó a Schindler que podía utilizar mano de obra esclava judía como personal de su fábrica a un precio más bajo que los obreros polacos. Schindler, reconociendo la ventaja, aceptó la sugerencia de Stern, quien aprovechó esta oportunidad dando trabajo a un gran número de judíos que de otra manera habrían sido calificados como «no esenciales» y posiblemente condenados a un campo de exterminio. En muchas ocasiones tuvo que falsificar documentos de trabajo para hacer que profesores e intelectuales pudieran ser calificados como trabajadores esenciales.
La relación entre Schindler y Stern, si bien comenzó siendo puramente profesional, acabó en una relación de amistad. Cuando Itzhak Stern murió en 1969, Oskar Schindler acudió a su funeral, en el que lloró abiertamente.
En la película La lista de Schindler, rodada por Steven Spielberg en 1993, Ben Kingsley interpretó el papel de Itzhak Stern.
- Datos: Q642430
- Multimedia: Itzhak Stern / Q642430